# ヘイ!ヘイ!シュルーム
ヘイ!ヘイ!シュルーム（英：HEY! HEY! shroom）は、ワープスクープのキャラクターコンテンツ並びにそれを原作としたテレビアニメ。

## 概要
札幌市のコンテンツ制作会社・ワープスクープが2000年9月に設立したプロジェクトチーム「Concent」のオリジナルキャラクター企画「HEY!HEY!Shroom」として、池田蔵人（いけだ くらんど、1975年生まれ）のデザインにより同年展開を開始。池田がフランス好きだったことからフランス人をモチーフにして描き、名前はマッシュルームカットから取られた。
4丁目プラザのキャラクターグッズ店「コンセント」にてグッズが販売され女子高生を中心に支持を集め、その後2002年にワープスクープとテレビ北海道の共同制作15分1話完結のFLASHアニメーション形式でテレビアニメ化。シナリオは札幌市内の劇作家・主題歌は札幌在住の男女デュオmimi kyute・声は札幌在住の声優に依頼し、キャラクターデザインから脚本・制作・声優・主題歌までを全て札幌で制作する体制をとっていた。その後新潟県をはじめとした道外地域や、CSのアニメ専門チャンネルでも放送された。
2010年には、paperboy&co.の電子書籍配信サービス「Puboo」にて新作エピソードコミックやイラスト集を発売。

## あらすじ
平凡な日常を送っていた混線小学校に通う小学3年生シュルームのもとに、ある日ポーポー星の王子であるテレポーがやってきてシュルームは銀河の英雄シャルームの末裔だと伝えられる。テレポーとお目付け役のウィンキー、ポーポー星で最大のライバルなDr.タレミミ、テレポーの兄等が繰り広げるポップでシュールなオリジナルアニメ。

## キャラクター
シュルーム
声 - MIKI（くどうみき）
混線小学校に通う小学3年生の男子。（電子書籍版では小学6年と表記）のんきでいたずら好き、いい加減な発想と怠け癖がたたり皆をふりまわし失敗ばかりしている。銀河の英雄シャルームの末裔ということでテレポーを居候させる事となるも、テレポーに助けられながら過ごす。マッシュルームカットとスカーフにこだわりがある。
テレポー
声 - REIKO（木藤玲子）
シュルームの家に居候するポーポー星の王子。王位継承修行の一環として、銀河の伝説的英雄・シャルームの末裔であるシュルームに色々と教えを請うはずが、シュルームの体たらくに教えを請うどころか教える側となる。優等生的な性格で真面目すぎるのがたまに傷であり、一方で羽目を外すシュルームを羨ましく感じている。
ミスパンチ
声 - REIKO
シュルームの同級生の女子。可愛らしさと男勝りの強さを兼ね備え、格闘技が得意で手に赤いボクシンググローブをはめており事あるごとに必殺のパンチを繰り出してしまう。
ウィンキー
声 - REIKO
テレポーの監視役としてポーポー星からやってきたお手伝い。誰にでも人当たりがよく、シュルームに片思いをしている。
Dr.タレミミ
声 - MASAO（岡田雅夫）
シュルームやテレポーに邪魔をしかける、世界征服をねらう天才科学者。ポーポー星でテレポーと一緒に勉強していた学友であり、テレポーの最大のライバルで王位継承を阻止すべくテレポーを追って地球にやってきた。普段はミスパンチの家で飼い犬「タレミミ」として居候し犬小屋の地下に秘密基地を置いているが、ミスパンチはタレミミがDr.タレミミであることを知らない。
P4（ピーヨン）
声 - REIKO
Dr.タレミミが作り出した助手型ロボット。タレミミとは漫才のようなかけあいをしつつシュルーム・テレポーへの邪魔を遂行するも、時にタレミミよりも優秀な時もある。シュルームの通う小学校にあるウサギ小屋への潜入を想定しウサギ形の外観となっている。
ゲッポー
テレポーの長兄。テレポーの事が心配で後を追って地球にやってきた。男気と商売っ気がある。
デッポー
テレポーの次兄。 テレポーの事が心配で後を追って地球にやってきた。気は優しく力持ちも、とにかく食べることが大好き。
桂先生
シュルーム、ミスパンチの担任の男性教師。いつも優しい口ぶりで見守る。

## 放送リスト
| 話数 | サブタイトル                     | 脚本   | 構成   |
| ---- | -------------------------------- | ------ | ------ |
| 1    | おはようシュルーム               | 北川徹 | 緒上玲 |
| 2    | 注射は好きじゃないけれど         | 北川徹 | 緒上玲 |
| 3    | 朝ご飯はちゃんと食べよう         | 緒上玲 | 緒上玲 |
| 4    | ラン！ラン！ラン！               | 北川徹 | PLUG   |
| 5    | 穴に気をつけよう                 | 緒上玲 | 緒上玲 |
| 6    | テストは自分のためのもの         | 緒上玲 | 緒上玲 |
| 7    | 仕事中は遊ばない                 | 緒上玲 | 緒上玲 |
| 8    | タレミミメモリー                 | 緒上玲 | 緒上玲 |
| 9    | ぼくだってお茶したい！           | 緒上玲 | 緒上玲 |
| 10   | マンガとタレミミとヒーローと     | 北川徹 | PLUG   |
| 11   | ペットは楽じゃない               | 緒上玲 | 緒上玲 |
| 12   | レース！シュルーム               | 緒上玲 | 緒上玲 |
| 13   | マイルドで行こう                 | 緒上玲 | PLUG   |
| 14   | ミスパンチ最強伝説               | 緒上玲 | PLUG   |
| 15   | シュルーム名作劇場               | PLUG   | PLUG   |
| 16   | ビューティーシュルーム           | 緒上玲 | PLUG   |
| 17   | シュルーム・オンライン           | 緒上玲 | PLUG   |
| 18   | カモン！ドリーム                 | 緒上玲 | PLUG   |
| 19   | GO!GO!ハプニング                 | PLUG   | PLUG   |
| 20   | フリマでオークション             | 緒上玲 | PLUG   |
| 21   | あなたのおうちはどこですか       | PLUG   | PLUG   |
| 22   | にせテレポー、あらわる！         | PLUG   | PLUG   |
| 23   | メイク・ア・スケッチ！           | PLUG   | PLUG   |
| 24   | キッチン・プリンス               | PLUG   | PLUG   |
| 25   | 自分探しの旅                     | PLUG   | PLUG   |
| 26   | ラブ・ラブ・ラブ                 | PLUG   | PLUG   |
| 27   | あこがれと現実                   | PLUG   | PLUG   |
| 28   | 店番を頼まれたら                 | PLUG   | PLUG   |
| 29   | タレミミ スパイ”珍”作戦          | PLUG   | PLUG   |
| 30   | シュルーム・オンステージ         | PLUG   | PLUG   |
| 31   | シュルーム コロンを知る          | PLUG   | PLUG   |
| 32   | カラオケ・パラダイス             | PLUG   | PLUG   |
| 33   | フォトグラファー シュルーム      | PLUG   | PLUG   |
| 34   | ゲデド大作戦                     | PLUG   | PLUG   |
| 35   | P4の宝物                         | PLUG   | PLUG   |
| 36   | 夢なら覚めてよ                   | PLUG   | PLUG   |
| 37   | ビバ！マラソンランナー           | PLUG   | PLUG   |
| 38   | 参上！"ウメさん"ちゃん           | PLUG   | PLUG   |
| 39   | チョー★能力？                    | PLUG   | PLUG   |
| 40   | うなぎLOVE                       | PLUG   | PLUG   |
| 41   | 白か！黒か！                     | PLUG   | PLUG   |
| 42   | 楽しむことが大切                 | PLUG   | PLUG   |
| 43   | ファーでアウター                 | PLUG   | PLUG   |
| 44   | おかしな状態                     | PLUG   | PLUG   |
| 45   | 大災難！                         | PLUG   | PLUG   |
| 46   | えーと、えーと、アート！         | PLUG   | PLUG   |
| 47   | ビバ！フレンドシップ             | PLUG   | PLUG   |
| 48   | あだ名でGO！                     | PLUG   | PLUG   |
| 49   | イメージが大切                   | PLUG   | PLUG   |
| 50   | P4の恋                           | PLUG   | PLUG   |
| 51   | アレ・コミュニケーション         | PLUG   | PLUG   |
| 52   | 勤勉テレポーとおごられシュルーム | PLUG   | PLUG   |
| 53   | 悪になれない我輩                 | PLUG   | PLUG   |
| 54   | ラーメンをねらえ！               | PLUG   | PLUG   |
| 55   | おしとやかですシュルームさん     | PLUG   | PLUG   |
| 56   | オヤジギャグ・ウォーズ           | PLUG   | PLUG   |
| 57   | 占いましょう！                   | PLUG   | PLUG   |
| 58   | お弁当とラブ・レジェンド         | PLUG   | PLUG   |
| 59   | シュルーム豆腐屋を救う           | PLUG   | PLUG   |
| 60   | 名探偵おばあちゃん               | PLUG   | PLUG   |
| 61   | メンチカツちゃんがやってくる！   | PLUG   | PLUG   |
| 62   | 小説家と出会ったら               | PLUG   | PLUG   |
| 63   | こイキなニセテレポー             | PLUG   | PLUG   |
| 64   | ゲームは我輩のために             | PLUG   | PLUG   |
| 65   | 北風と太陽はテレポー             | PLUG   | PLUG   |
| 66   | 涙の理由                         | PLUG   | PLUG   |
| 67   | 海にかける男たち                 | PLUG   | PLUG   |
| 68   | シュルーム大人の階段を知る       | PLUG   | PLUG   |
| 69   | ついてない日とうさぎのレース     | PLUG   | PLUG   |
| 70   | シュルームお天気と闘う           | PLUG   | PLUG   |
| 71   | タクシードライバー               | PLUG   | PLUG   |
| 72   | シュルームキャットみんなを救う   | PLUG   | PLUG   |
| 73   | みんなのちから                   | PLUG   | PLUG   |

## スタッフ
- 演出 - PLUG(プラッグ)[7]
- キャラクターデザイン　- 池田蔵人[7]
- 進行 - 須藤綾子
- プロデューサー - 本間史郎、田中智人（7話以降）
- 制作 - ワープスクープ、テレビ北海道

主題歌
- オープニング
  - mini kyute「Swinging & Singing」[7]（第1話 - 第60話）
  - ALLEY:A（第61話 - 第73話）
- エンディング
  - mini kyute「I Found Out」[7]（第1話 - 第60話）
  - FANTA ZERO COASTER「噂ブギ」（第61話 - 第73話）

## 放送局
- テレビ北海道（制作局）
  - 2002年2月3日 - 2002年3月24日、2003年4月6日 - 6月29日：日曜 10:00 - 10:15[8]
  - 2002年4月7日 - 2003年3月30日：日曜 11:30 - 11:45[9]
  - 2006年2月25日 - 7月22日：日曜 2:50 - 3:45（土曜深夜、1週に4話ずつ再放送）
- 新潟総合テレビ[5]
- テレビせとうち
- 岐阜放送
- AT-X

## DVD
- ヘイ!ヘイ!シュルーム（品番：FDAD-0001 4枚組 2006年1月25日発売 フォーサイド・ドット・コム）
  - DISK1：1-21話
  - DISK2：22-40話
  - DISK3：41-60話
  - DISK4：61-73話

## 電子書籍
Pubooにて本編を1部200円（第1話のみ100円）、過去にグッズ用に制作されたイラストを集めたイラスト集を1部100円で配信。
本編書籍
1. やぁ!久しぶり!
2. 学校に行く？行かない？
3. お守りしましょう！
4. 教えて！桂先生
5. ラジコンウォーズ・前編
6. ラジコンウォーズ・後編
7. それぞれの事情(前編)
8. それぞれの事情(後編)
9. 悲しみにさよ（おなら）

その他
- ヘイ！ヘイ！シュルームの基礎知識（無料配信）
- イラストレーションブック1
- イラストレーションブック2